# Интермецо (позориште)
Интермецо је кратка форма у позоришту која испуњава паузу између чинова позоришне представе. Може бити музички интермецо, балетски интермецо и други. Углавном је кратка комична опера или комичан комад. Радња интермеца не мора да има директне везе са главним наративним током комада.